# 區聯芳
區聯芳（1605年—？），號長澤，廣東廣州府新會縣潮連人，明朝政治人物。

## 生平
天啟元年（1621年）辛酉科廣東鄉試第五名舉人，崇禎四年（1631年）中式辛未科會試第七十四名，三甲第三十名進士。吏部觀政，授泉州府推官，六年（1633年）任福建鄉試同考官，為官清廉簡明，曾修葺紫雲寺。

## 家族
曾祖區休忠；祖父區榮貴，壽官；父區國欽。

## 引用
1. ↑  《崇禎四年辛未科進士三代履歷》：區聯芳，長澤，書四房，乙巳三月十四日生。新會人，辛酉五名，會七十四，三甲三十名。吏部政，授泉州府推官。曾祖休忠。祖榮貴，壽官。父國欽。
2. ↑  《晉江縣志·政績志·文秩之二》（卷之三十五）：區聯芳，號長澤，廣東新會人。崇禎辛未進士，授泉州府推官。持重寡言，顰笑不假。治獄準情度理，多所平反，政簡刑清。林胤昌謂其不輕入一錢，不輕做一事，不輕發一言，不輕擬一罪。分校閩闈，豫章得士多知名。倡募郡工，修葺紫雲寺。去後，士民為建祠塑像於寺西生祀焉。

| 官衔          | 官衔                    | 官衔          |
| ------------- | ----------------------- | ------------- |
| 前任： 唐一澄 | 明朝泉州府推官 崇禎年間 | 繼任： 姜應龍 |